# Palacio de los Luna (Córdoba)
El palacio de los Luna es una mansión solariega situada en la plaza de San Andrés del barrio de San Andrés-San Pablo de la ciudad de Córdoba (España). Este palacio es un excelente ejemplo de arquitectura de estilo plateresco cordobés.

## Arquitectura
El palacio destaca por su fachada de piedra, que podría datarse del último tercio del siglo XVI. Posteriormente fue aumentada en altura con un piso de doble ventana a modo de galería italiana. La portada es la tradicional de aquel tiempo, un gran portón enmarcado por molduras por jambas apilestradas, remates de bola en los extremos y dibujo en relieve de guirnaldas en el dintel. Sobre ese enmarque está el escudo familiar con una luna, que da nombre popular a la casa, y como remate una ventana central con alfiz muy sencillo. En la esquina hay un doble balcón de ángulo, a dos alturas con columna en el centro y enmarque de molduras labradas en piedra.

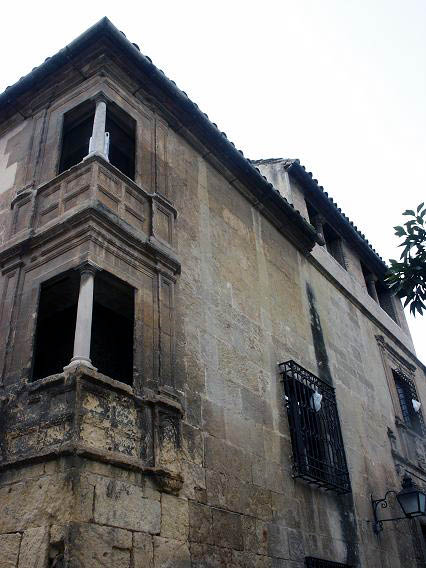
Doble balcón de ángulo.